# ۴-آمینوکینولین
۴-آمینوکینولین (به انگلیسی: 4-Aminoquinoline) یک ترکیب شیمیایی با شناسه پاب‌کم ۶۸۴۷۶ است. 

## نگارخانه